# Green Sea
Green Sea (Prasini thalassa) è un film del 2020 diretto da Angeliki Antoniou.
La perdita di memoria spinge una donna greca ad arrangiarsi, scoprendosi così una valente cuoca capace di ridestare piacevoli ricordi attraverso sapori e piatti che riemergono dal suo passato. 

## Trama
Persa la memoria, Anna trova lavoro e alloggio nella modestissima taverna di Roula. Si tratta di badare alla cucina di un locale frequentato solo da pochi lavoratori che, per altro, per lo più si portano il mangiare da casa.
Anna, che oltre alla memoria ha perso anche il gusto, scopre una sorprendente familiarità con la cucina che la spinge, ogni giorno, a cimentarsi in qualcosa di diverso. Gli avventori apprezzano e, non solo non portano più il cibo da casa, ma, con il passaparola, assicurano un numero di clienti sempre maggiore.
Il burbero proprietario, Roula, sembra avere il problema opposto di Anna. Lei si sforza di ricordare chi è, lui lotta con i fantasmi di un passato che sembrano rendergli cupa qualsiasi prospettiva futura.
Ma gli apprezzamenti ricevuti da Anna e i suoi continui progressi riaccendono in lui una speranza e una voglia di progettualità che sembrava svanita.
Roula si imbatte poi in un libro, che gli svela l'identità di Anna, scrittrice di successo. Temendo di perderla, l'uomo non rivela la cosa, e inoltre si mostra geloso quando Anna, i cui sensi si stanno risvegliando, comincia a frequentare Nikitas, uno dei clienti fissi del locale.
Proprio mentre sta per unirsi carnalmente con il ragazzo, Anna improvvisamente ricorda del malore all'origine della sua amnesia. Dopo di che riacquista rapidamente tutta la memoria e, con questa, la consapevolezza che Roula sapesse già tutto da tempo.
Tornata nel suo bell'appartamento, è pronta a riprendere la vita passata e pertanto ricontatta la sua agente. La stessa, è preoccupata solo del lavoro e, in generale, Anna si accorge che nessuno ha sentito la sua mancanza.
L'intensità dei rapporti vissuti nella sua parentesi da cuoca e smemorata supera di gran lunga la freddezza e distanza che riscontra nella sua vita ritrovata. 
Così, si decide a tornare nella taverna, dove, con sorpresa, scopre che Roula ha rimodernato il locale dandogli un aspetto di ristorante attraente.

## Produzione
Il film è tratto dal romanzo omonimo di Evgenia Fakinou e si presta ad una lettura metaforica attraverso un campionario di personaggi minori ognuno dei quali incarna in qualche misura aspetti del recente passato di un paese, in crisi e smemorato, che cerca una via d'uscita. Non vi è dubbio inoltre che vi sia un richiamo al film di Aki Kaurismäki del 2002 L'uomo senza passato, in cui uno smemorato finisce nei bassifondi coinvolto in disavventure al termine delle quali riemerge migliore.